# Heal the World
A Heal the World Michael Jackson amerikai énekes hatodik kislemeze Dangerous című albumáról. 1992 novemberében jelent meg. A dal a második helyet érte el a brit slágerlistán 1992 decemberében; az első helytől Whitney Houston I Will Always Love You című száma tartotta vissza. A Billboard Hot 100-on a 27. helyet érte el.
Egy 2001-es internetes chat során, melyet rajongóival folytatott, Jackson kijelentette, hogy erre a dalára a legbüszkébb. A dalról nevezte el a Heal the World Foundation nevű jótékonysági alapítványt, melynek célja a nehéz körülmények közt élő gyermekek életkörülményeinek javítása és az, hogy megtanítsa a gyermekeket, hogy segítsenek egymáson. A világ jobbá tételének koncepciója fontos téma volt a Dangerous turnén is. A Living with Michael Jackson dokumentumfilmben az énekes elmondta, hogy a dalt Neverland nevű farmján egy fán ülve találta ki.
A dalt 1993-ban lejátszották James Bulger kétéves brit kisfiú temetésén, akit két tízéves gyerek gyilkolt meg. Jackson felajánlotta, hogy a dalt hivatalos himnuszaként használja a James Bulger Red Balloon Center, egy iskola, melyet a bántalmazott vagy tanulási nehézségekkel küszködő gyermekek tanítására hoztak létre.
Jackson előadta a dalt az 1993-as Super Bowl amerikaifutball-meccs szünetében.
2009. július 7-én Jackson temetési szertartásán a Los Angeles-i Staples Centerben a We Are the World és a Heal the World előadása zárta a megemlékezést. Jackson alig pár héttel korábban adta itt elő a dalt a Dirty Dianával együtt, miközben a londoni This Is It koncertsorozatra készült.

## Videóklip
A dal videóklipjében nehéz körülmények közt élő gyermekek szerepelnek, olyan országokban, mint például Burundi. A klip egyike azon kevés Jackson-videóklipeknek, melyekben maga az énekes nem szerepel (ilyen még a 2002-ben megjelent Cry, valamint a HIStory és a Man in the Mirror, amelyekben csak archív felvételeken szerepel Jackson). A klipnek a Dangerous – The Short Films és Michael Jackson’s Vision kiadványokon található változatában egy beszéd is elhangzik Jacksontól. A Video Greatest Hits – HIStory DVD-n nem ez a változat szerepel.

## Dallista
| 7" és kazetta kislemez 1. Heal the World (7" Edit) – 4:32 2. She Drives Me Wild – 3:41 CD maxi kislemez 1. Heal the World (7" Edit) – 4:32 2. Heal the World (7" Edit with Intro) – 4:55 3. Heal the World (LP Version) – 6:25 4. She Drives Me Wild (Album Version) – 3:41 | CD kislemez (promó) 1. Heal the World (7" Edit) – 4:32 2. Heal the World (7" Edit with Intro) – 4:55 Visionary DualDisc kislemez CD oldal 1. Heal the World (single version) – 4:32 2. Will You Be There – 7:39 DVD oldal 1. Heal the World (videóklip) – 7:31 |

12" maxi kislemez
1. Heal the World (Album Version) – 6:25
2. Wanna Be Startin’ Somethin’ (Brothers in Rhythm House Mix) – 7:40
3. Don’t Stop ‘til You Get Enough (Rogers Underground Solution) – 6.18
4. Rock with You (Masters at Work Remix) – 5.29

## Helyezések és minősítések
| Slágerlista (1992/1993)                        | Legmagasabb helyezés |
| ---------------------------------------------- | -------------------- |
| Ausztrál kislemezlista                         | 20                   |
| Brit kislemezlista                             | 2                    |
| Eurochart Hot 100 Singles                      | 2                    |
| Francia kislemezlista                          | 2                    |
| Holland kislemezlista                          | 4                    |
| Ír kislemezlista                               | 2                    |
| Kanadai kislemezlista                          | 9                    |
| Német kislemezlista                            | 3                    |
| Norvég kislemezlista                           | 3                    |
| Osztrák kislemezlista                          | 4                    |
| Spanyol kislemezlista                          | 1                    |
| Svájci kislemezlista                           | 5                    |
| Svéd kislemezlista                             | 15                   |
| Új-zélandi kislemezlista                       | 3                    |
| USA Billboard Hot 100                          | 27                   |
| USA Billboard Hot R&B/Hip-Hop Singles & Tracks | 62                   |
| USA Billboard Hot Adult Contemporary Tracks    | 9                    |
| Slágerlista (2006)                             | Legmagasabb helyezés |
| Francia kislemezlista                          | 60                   |
| Holland kislemezlista                          | 40                   |
| Olasz kislemezlista                            | 13                   |
| Spanyol kislemezlista                          | 1                    |
| Slágerlista (2009)                             | Legmagasabb helyezés |
| Ausztrál kislemezlista                         | 26                   |
| Brit kislemezlista                             | 44                   |
| Dán kislemezlista                              | 7                    |
| European Hot 100 Singles                       | 24                   |
| Francia digitális kislemezlista                | 6                    |
| Holland kislemezlista                          | 46                   |
| Ír kislemezlista                               | 22                   |
| Német kislemezlista                            | 18                   |
| Norvég kislemezlista                           | 3                    |
| Osztrák kislemezlista                          | 22                   |
| Svájci kislemezlista                           | 9                    |
| Svéd kislemezlista                             | 18                   |
| USA Billboard Hot Digital Songs                | 60                   |
| Új-zélandi kislemezlista                       | 19                   |
| Slágerlista (2011)                             | Legmagasabb helyezés |
| Japán Hot 100                                  | 22                   |

### Minősítések
| Ország      | Minősítés  | Elkelt példányszám |
| ----------- | ---------- | ------------------ |
| Németország | Aranylemez | 250 000            |
| Új-Zéland   | Aranylemez | 7500               |

## Feldolgozások
- 1992-ben Xuxa brazil énekes dolgozta fel spanyolul, Curar el Mundo címmel.
- Az olasz Piccolo Coro dell'Antoniano gyermekkórus időnként előadja, először 2005-ben, éves tavaszi koncertjükön.
- 2006-ban Wayne Wonder jamaikai énekes dolgozta fel reggae stílusban, Heal Massa God World címmel, és megjelentette Don’t Have To című albumán.
- A 2009-es BET Awards díjkiosztón Ciara amerikai énekesnő adta elő Michael Jackson emlékére.
- 2009. július 7-én, Jackson temetésén Judith Hill vezetésével több száz ember énekelte egyszerre.
- A merseyside-i Red Balloon Care Center dolgozóinak egy csoportja is előadta James Bulger emlékére.
- 2009-ben Giovanni Zarrella, a Bro'Sis tagja, Sandy Mölling, a No Angels tagja és Natalie Horler, a Cascada tagja adta elő a The Dome tévéműsor 52. adásának fináléjában.
- Laura Pausini olasz énekesnő minden koncertjén előadja Jackson tiszteletére. Egy fellépése látható LauraLive című DVD-jén.
- 2010-ben Helene Fischer német énekesnő előadta So wie ich bin turnéján.
- Jennette McCurdy is feldolgozta a dalt duettként Brittany Hargesttel, a Jump5 tagjával.